# Anatol Franciszek Sulik
Anatol Franciszek Sulik (ur. 6 czerwca 1952 w Lubomlu, zm. 11 kwietnia 2014 w Kowlu) – historyk, znawca Wołynia, publicysta.

## Życiorys

### Młodość i wykształcenie
Urodził się w rodzinie o polsko-ukraińskich korzeniach. Ukończył szkołę zawodową i technikum oraz odbył zasadniczą służbę wojskową. Dzięki swej pracy i kontaktom ze świadkami wydarzeń posiadł wiedzę o historii Wołynia i miejscach pamięci. W 1998 roku, w grupie Polaków z Litwy, Białorusi i Ukrainy, ukończył kurs podstawowej wiedzy o ochronie zabytków zorganizowany przez Ministerstwo Kultury i Dziedzictwa Narodowego.

### Działalność społeczna
Był wieloletnim współpracownikiem Rady Ochrony Pamięci Walk i Męczeństwa, Ministerstwa Kultury i Dziedzictwa Narodowego, Konsulatu RP w Łucku, a także Stowarzyszenia „Wspólnota Polska” i Fundacji „Pomoc Polakom na Wschodzie”. Społecznie porządkował i odnawiał polskie nekropolie na terenach należących kiedyś do II Rzeczypospolitej. Przeprowadził pełną inwentaryzację 12 cmentarzy, na których odnalazł blisko 1200 polskich grobów i ustalił ponad 660 nazwisk spoczywających w nich zmarłych. Sporządził dokumentację obejmującą także inne zabytki związane z polskością na Wołyniu. Był współzałożycielem i członkiem zarządu Towarzystwa Kultury Polskiej w Łucku, członkiem Narodowego Stowarzyszenia Krajoznawców Ukrainy, Towarzystwa Przyjaciół Ziemi Włodawskiej i Stowarzyszenia Weteranów Polskich Formacji Granicznych. W 2006 opublikował monografię polskiego cmentarza w Kowlu, a w 2016 ukazał się jego Przewodnik historyczny dotyczący szlaków Legionów Polskich na Wołyniu. Pracował jako przewodnik turystyczny i korespondent „Dziennika Kijowskiego”. Publikował na łamach periodyków – polskich („Spotkania z Zabytkami”, „Cenne, bezcenne, utracone”, „Kwarta”) i polonijnych („Gazeta Lwowska”, „Krynica”, „Echa Polesia”).
Zmarł 11 kwietnia 2014 roku w Kowlu. Pośmiertnie został nagrodzony przez Instytut Pamięci Narodowej tytułem Kustosza Pamięci Narodowej.

## Publikacje
- Anatol Franciszek Sulik: Cmentarz polski w Kowlu. Część dwuwyznaniowego cmentarza rzymskokatolickiego i prawosławnego. Poznań: Bogucki Wyd. Naukowe, 2006. ISBN 83-60247-45-5. OCLC 183929120. Brak numerów stron w książce
- Zagadnienia związane z inwentaryzacją cmentarzy polskich na Wołyniu. W: Anatol Franciszek Sulik: Stan badań nad wielokulturowym dziedzictwem dawnej Rzeczypospolitej, t. I. Białystok: Instytut Badań nad Dziedzictwem Kulturowym Europy, 2010. OCLC 811169274. Brak numerów stron w książce
- Anatol Franciszek Sulik: Przewodnik historyczny po wołyńskim pobojowisku Legionów Józefa Piłsudskiego pod Kościuchnówką (1915-1916). Poznań: Fundacja Niepodległości, 2006. ISBN 83-944656-0-9. OCLC 995624616. Brak numerów stron w książce

## Odznaczenia i nagrody
Otrzymał odznaczenia i nagrody:
- Srebrny Krzyż Zasługi (2012),
- Kustosz Pamięci Narodowej (2014).